# Kröschenbrunnen

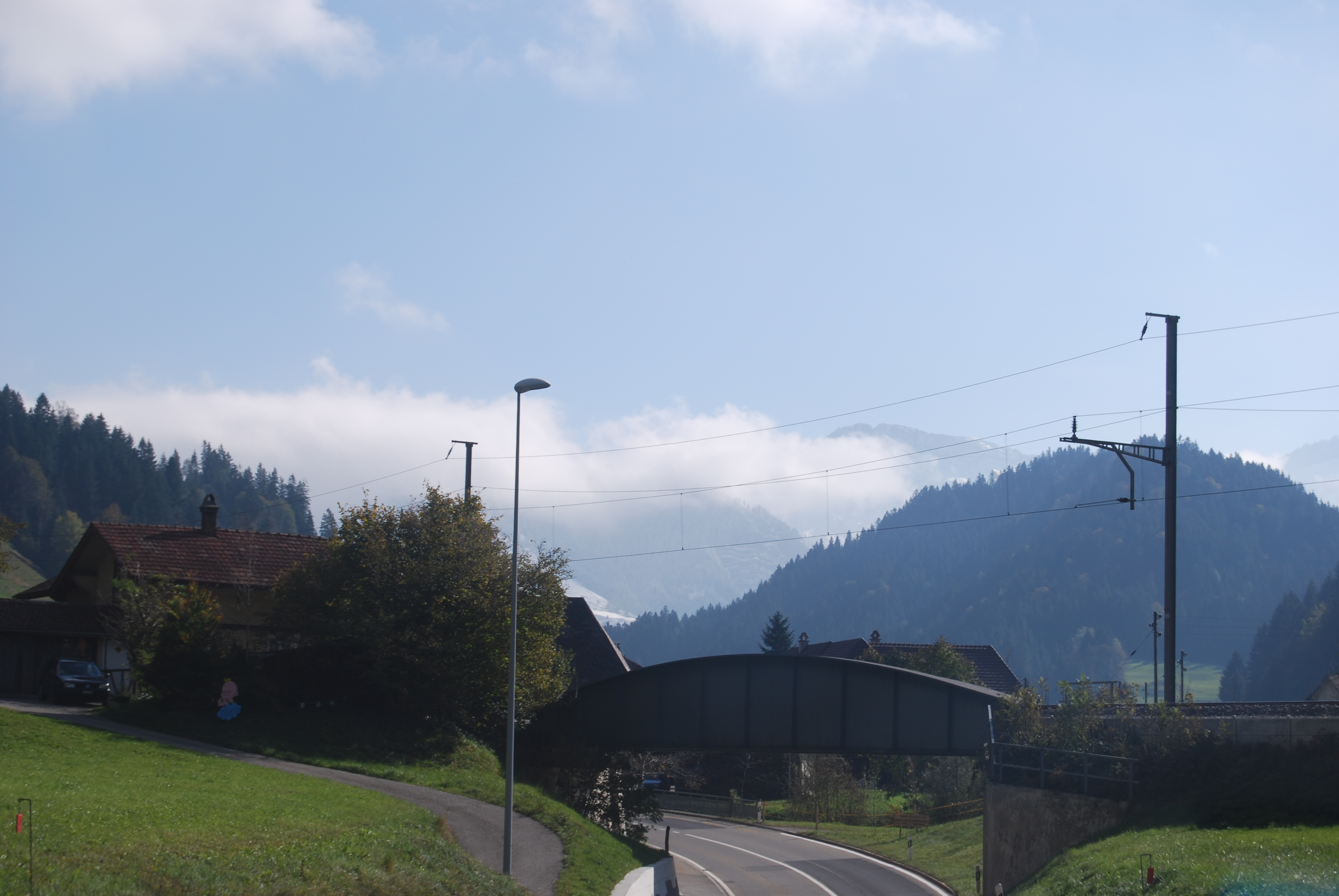
Eisenbahnbrücke der Bahnstrecke Bern–Luzern bei Kröschenbrunnen

Der Weiler Kröschenbrunnen gehört zur Gemeinde Trub im Kanton Bern, Schweiz.
Kröschenbrunnen liegt an der Ilfis, die hier die Kantonsgrenze zum Kanton Luzern bildet, und somit an der Schnittstelle von Oberem Emmental und dem Oberen Entlebuch. Der Ort liegt an der Hauptstrasse 10 zwischen Trubschachen und Wiggen LU.